# Crèvecœur (album)
Pour les articles homonymes, voir Crèvecœur.
Albums de Daniel Darc
Le Meilleur de Daniel Darc
(2003) Amours suprêmes
(2008)
Singles
1. Mes amis (tour à tour)
Sortie : 2004
2. Je me souviens, je me rappelle
Sortie : 2004
3. La Pluie qui tombe
Sortie : 2004
4. Et quel crime ?
Sortie : 2005

Crèvecœur est un album solo du chanteur français Daniel Darc, sorti en mars 2004 chez Water Music.
Il est composé, joué et réalisé par le producteur Frédéric Lo.

## Présentation
L'année 2004 marque le retour de Daniel Darc, ex-membre du groupe Taxi Girl, au premier plan grâce à ce nouvel album, Crèvecœur, conçu en tandem avec Frédéric Lo.
L'album est bien reçu par la critique et devient un succès, se vendant à plus de 60 000 exemplaires, avant d'être récompensé, dans la catégorie « Album révélation de l'année », aux Victoires de la Musique 2005 (ex æquo avec le Rêve ou la vie de Ridan). Il est, également, nommé pour le prix Constantin en 2004.
L'album entre et se place à la 33e position du Top Albums France du 16 février 2004
Selon l'édition française du magazine Rolling Stone, cet album est le 88e meilleur album de rock français. Il est également inclus dans l'ouvrage de Philippe Manœuvre Rock français : De Johnny à BB Brunes, 123 albums essentiels.

## Liste des titres
Toutes les paroles sont écrites par Daniel Darc, toute la musique est composée par Frédéric Lo.

Le titre d'ouverture La pluie qui tombe est cosigné par Anabel Fernandez.
| 1.    | La pluie qui tombe             | 4:36 |
| 2.    | La main au cœur                | 3:17 |
| 3.    | Rouge rose                     | 3:08 |
| 4.    | Élégie #2                      | 3:03 |
| 5.    | Inutile et hors d'usage        | 3:15 |
| 6.    | Je me souviens, je me rappelle | 3:20 |
| 7.    | Un peu c'est tout              | 4:26 |
| 8.    | Mes amis (tour à tour)         | 3:15 |
| 9.    | Si tu vas là-bas               | 3:37 |
| 10.   | Et quel crime ?                | 4:23 |
| 11.   | Jamais, jamais                 | 2:43 |
| 12.   | Psaume 23                      | 4:21 |
| 42:58 |                                |      |

| DVD-Vidéo bonus inclus dans l'édition limitée (Water Music, Mercury, 8 mars 2004) | DVD-Vidéo bonus inclus dans l'édition limitée (Water Music, Mercury, 8 mars 2004) | DVD-Vidéo bonus inclus dans l'édition limitée (Water Music, Mercury, 8 mars 2004) | DVD-Vidéo bonus inclus dans l'édition limitée (Water Music, Mercury, 8 mars 2004) | DVD-Vidéo bonus inclus dans l'édition limitée (Water Music, Mercury, 8 mars 2004) | DVD-Vidéo bonus inclus dans l'édition limitée (Water Music, Mercury, 8 mars 2004) | DVD-Vidéo bonus inclus dans l'édition limitée (Water Music, Mercury, 8 mars 2004) | DVD-Vidéo bonus inclus dans l'édition limitée (Water Music, Mercury, 8 mars 2004) | DVD-Vidéo bonus inclus dans l'édition limitée (Water Music, Mercury, 8 mars 2004) | DVD-Vidéo bonus inclus dans l'édition limitée (Water Music, Mercury, 8 mars 2004) |
| No                                                                                | Titre                                                                             | Durée                                                                             |                                                                                   |                                                                                   |                                                                                   |                                                                                   |                                                                                   |                                                                                   |                                                                                   |
| --------------------------------------------------------------------------------- | --------------------------------------------------------------------------------- | --------------------------------------------------------------------------------- | --------------------------------------------------------------------------------- | --------------------------------------------------------------------------------- | --------------------------------------------------------------------------------- | --------------------------------------------------------------------------------- | --------------------------------------------------------------------------------- | --------------------------------------------------------------------------------- | --------------------------------------------------------------------------------- |
| 13.                                                                               | Rêve cœur (film de Marc Dufaud)                                                   | 21:50                                                                             |                                                                                   |                                                                                   |                                                                                   |                                                                                   |                                                                                   |                                                                                   |                                                                                   |
| 64:48                                                                             |                                                                                   |                                                                                   |                                                                                   |                                                                                   |                                                                                   |                                                                                   |                                                                                   |                                                                                   |                                                                                   |

### Rééditions augmentées (2015)

#### Deluxe Edition
| 1.  | Désolé                                | 3:37 |
| 2.  | Une parenthèse enchantée              | 4:53 |
| 3.  | Ne m'en veux pas de t'en vouloir      | 3:02 |
| 4.  | Comme nos deux cœurs                  | 3:23 |
| 5.  | J'aime l'amour (par habitude)         | 3:09 |
| 6.  | Promesses                             | 4:20 |
| 7.  | Nathanael                             | 4:20 |
| 8.  | Une angoisse perpétuelle              | 2:50 |
| 9.  | Je me souviens, je me rappelle (démo) | 3:34 |
| 10. | Jamais seul                           | 3:17 |
| 11. | La chanson d'Hélène (duo avec Berry)  | 3:36 |
| 12. | Rondeau                               | 2:32 |
| 13. | Serait-ce le futur ?                  | 3:35 |
| 14. | Si tu vas là-bas (démo)               | 2:58 |
| 15. | Sans mémoire                          | 2:26 |
| 16. | Hank Williams                         | 1:52 |

Notes
1. ↑  Psaume 23 est un texte adapté de la Bible
2. ↑  Marc Lavoine et Jennifer Ayache interprètent ce titre dans l'album Les Duos de Marc, paru en 2007. Chanson écrite pour Johnny Hallyday
3. ↑  Marc Lavoine interprète ce titre dans l'album L'Heure d'été, paru en 2005.
4. ↑  Tchéky Karyo interprète ce titre dans l'album Ce lien qui nous unit, paru en 2006.
5. ↑  1er interprète : Étienne Daho en 1984, dans l'album La Notte, la Notte.
6. ↑  Reprise de Nino Ferrer pour l'album On dirait Nino

#### Super Deluxe Edition
| 1. | Rêve cœur (film de Marc Dufaud) | 21:50 |
|    | 'Les clips'                     |       |
| 2. | La pluie qui tombe              | 4:36  |
| 3. | La Main au cœur                 | 3:57  |
| 4. | Inutile et hors d'usage         | 3:25  |
| 5. | Un peu c'est tout               | 4:23  |
| 6. | Si tu vas là-bas                | 4:20  |
| 7. | Psaume 23                       | 4:01  |
|    | 'Clip inédit'                   |       |
| 8. | Désolé                          | 3:49  |

## Crédits

### Membres du groupe
- Daniel Darc : chant, harmonica
- Frédéric Lo : tous instruments, chœurs
- Florence Pellenard : chœurs

### Équipes technique et production
- Production, enregistrement : Frédéric Lo
- Mixage : François Delabrière
- Mastering : Tim Young
- Design (illustrations) : Daniel Darc
- Photographie : François Burgert